# Firehouse 12 Records
Firehouse 12 Records is een Amerikaans platenlabel waarop geïmproviseerde muziek uitkomt. Het is een label van een opnamestudio, bar en muziekstudio gevestigd in New Haven, Connecticut en werd in 2007 opgericht door technicus Nick Loyd en muzikant-componist Taylor Ho Bynum. Op het label verscheen werk van onder meer Anthony Braxton, Myra Melford, Bill Dixon, Carl Maguire en Peter Evans.